# 郭壽清
郭壽清（?—?），字俭全，号敬荃，江西吉水人，清光绪三十年（1904年）甲辰恩科进士，殿試位列二甲第二十九名，欽點庶吉士，後授翰林院偏修，曾任京师大学堂管教。